# Loir-en-Vallée
Loir-en-Vallée – gmina we Francji, w regionie Kraj Loary, w departamencie Sarthe. W 2013 roku liczba ludności wynosiła 2179 mieszkańców.
Gmina została utworzona 1 stycznia 2017 roku z połączenia czterech ówczesnych gmin: Lavenay, La Chapelle-Gaugain, Poncé-sur-le-Loir oraz Ruillé-sur-Loir. Siedzibą gminy została miejscowość Ruillé-sur-Loir.